# Акромонограмма
Акромонограмма (др.-греч. ἄκρος — верхний, крайний, μόνος — один и γράμμα — запись) — лексико-композиционный прием, заключающийся в повторении конца стиха (конечный слог, слово или рифма) в начале следующего стиха. Это явление повторов встречается в поэзии всех времен и народов. В русской поэзии различаются три вида Акромонограммы: 
1. слоговая, когда последние слоги стиха или группа звуков повторяются на стыке двух смежных строк
2. лексическая, когда слово или ряд слов, стоящих в конце строки, повторяясь, начинают следующую строку. Эта форма очень популярна в народной поэзии
3. рифменная, встречается в поэзии редко; она заключается в смежной рифмовке слов, находящихся на стыке двух строк

Эти лексико-композиционные приемы носят также название анадипло́сис; в российской (ранее советской) поэтике они иногда называются: стык (термин О. Брика), или подхват (термин Г. Шенгели), а также скреп.

## Примеры акромонограммы
- примеры слоговой акромонограммы:

Но когда коварны очи

Очаруют вдруг тебя.
— А. Пушкин
Её невольно обнял тайный страх,

Стряхнув с себя росу, она пустилась…
— М. Лермонтов
- примеры лексической акромонограммы:

О, весна, без конца и без краю —

Без конца и без краю мечта!
— А. Блок
Скользят стрижи в лазури неба чистой;

В лазури неба чистой горит закат, —

В вечерний час как нежен луч росистый!

Как нежен луч росистый, и пруд, и сад!
— К. Бальмонт
- пример рифменной акромонограммы:

Реет тень голубая, объята

Ароматом нескошенных трав;

Но, упав на зелёную землю,

Я объемлю глазами простор.

Звездный хор мне поёт: аллилуя!..
— В. Брюсов